# Новикбож
Новикбож (коми Нӧвикбӧж) — деревня в Республике Коми (Россия), входит в городской округ Усинск. 

## Топонимия
Название деревни связано с именем острова Новикди (коми Нӧвикбӧж — «хвост о. Новик», «конец острова Новик»). Первая часть названия содержит древнерусское личное имя Новик или прозвище Новик (коми Нӧвик) со значением «вновь поверстанный на службу парень». 

## География
Расположена на реке Печора (протока Новик-Шар). С Усинском связана автодорогой, воздушным (вертолёт) и водным (река) путём. Расстояние — примерно 31 км от города, 16 от аэропорта Усинск.

## История
Деревня была основана в 1840 году. Первые жители приехали из с. Ижмы и д. Праскан. По преданию первым поселенцем был Нöвик Иг «Игнатий по прозвищу Новик» (по фамилии Ануфриев). В 1861 году — Новик-Божский.
28 ноября 1941 года из Новикбожа начал свой путь на фронт оленно-транспортный батальон, по пути к новикбожцам присоединились оленеводы из других сёл, в том числе из Усть-Цильмы и Ижмы. Количество новикбожцев в оленно-транспортном подразделении не установлено, но точно известно, что из Новикбожа на фронт в Великую Отечественную войну ушли в общей сложности 190 человек, 120 из которых не вернулись. В августе 2015 года, в рамках празднования 235-летия Новикбожа, в деревне открыли первый в Республике Коми памятник воинам-оленеводам .

## Инфраструктура
Школа (с музеем), библиотека, дом культуры (с другим музеем, в экспозиции которого значимое место занимают «акань» — куклы).

## Население
| 2010 |
| ---- |
| 434  |

## Известные уроженцы
- Пик Герасимович Артеев — коми писатель, оленевод и спортсмен. Чемпион Коми АССР по гиревому спорту[7][8].